# Zbyněk Žába
Zbyněk Žába (19 juin 1917 - 15 août 1971) est un égyptologue tchécoslovaque.

## Biographie
En 1945, Zbyněk Žába commence ses études et, en 1949, il devient l'assistant de František Lexa. En 1954, Žába est nommé professeur d'égyptologie associé et en 1960, il est choisi pour être le directeur de l'Institut tchécoslovaque d'égyptologie, une institution fondée en 1958 et dirigée à l'origine par Lexa.

## Publications
- Astronomical orientation in ancient Egypt, and the precession of the world axis, Prague, Czechoslovak Academy of Sciences, 1953.
- Papyrus vezíra Ptaḥ hotepa. Ze staré egypštiny přel, Prague, Lyra Pragensis, t. Stráž, Vimperk, 1971.
- The rock inscriptions of lower Nubia, Prague, Charles University, 1974.